# باتريس ديبريه
باتريس ديبريه (بالفرنسية: Patrice Debray) هو سياسي فرنسي، ولد في 25 يناير 1951 في راينلند بالاتينات في ألمانيا. حزبياً، نشط في الاتحاد من أجل حركة شعبية. وقد انتخب نائب فرنسي.